# Király gyógyfürdő
Király gyógyfürdő (Królewskie kąpielisko) – kąpielisko znajdujące się w I dzielnicy Budapesztu pod adresem Fő utca 84. Jedyne takie kąpielisko Budapesztu, które zostało wybudowane po zajęciu Budy przez Turków i działające do marca 2020. Obecnie na czas bliżej nieokreślony zamknięty z powodu konieczności przeprowadzenia remontu.

## Historia kąpieliska
Jego budowę, wewnątrz murów miejskich, rozpoczął budziński pasza Aslan Mehmed, a zakończył ją jego następca Mustafa Sokoli. Wybudowano je w dużej odległości od znanych źródeł, ale jego umieszczenie wewnątrz murów umożliwiało użytkowanie kąpieliska także podczas oblężenia. Zasilanie wodą w czasach budowy, jak i obecnie zapewniają studnie termalne znajdujące się na terenie Szent Lukács gyógyfürdő. W początkowym okresie istnienia ciepłą wodę doprowadzano grawitacyjnie kanałami wykonanymi z drewna modrzewiowego. Obecnie woda dochodzi do kąpieliska zamkniętym rurociągiem. W 1796 r. działka i budowla przeszła w posiadanie rodziny König (węg. Király – Król), od której wywodzi się nazwa.

## Urządzenia kąpieliska
Baseny są zamknięte i działają przez cały rok. Na terenie kąpieliska znajdują się:
- 3 zamknięte baseny lecznicze (temperatura wody: 32-40 °C)
- 1 zamknięty, głęboki basen (temperatura wody: 26 °C)
- wanny
- 2 łaźnie parowe
- 1 sauna fińska

## Zalecenia medyczne
Choroby zwyrodnieniowe stawów, chroniczne i ostre zapalenie stawów, przepuklina dysku, nerwobóle, deformacje kręgosłupa, ubytki wapnia w układzie kostno-szkieletowym i rehabilitacja stanów pourazowych.

## Skład wody
Bogata w wodorowęglany wapnia i magnezu, o wysokiej zawartości sodu i jonów fluorkowych. Kwalifikowana woda lecznicza.